# 21707 Johnmoore
21707 Johnmoore este un asteroid din centura principală de asteroizi.

## Descriere
21707 Johnmoore este un asteroid din centura principală de asteroizi. A fost descoperit pe 7 septembrie 1999 la Socorro, New Mexico, în cadrul proiectului LINEAR. Asteroidul prezintă o orbită caracterizată de o semiaxă mare de 2,31 ua, o excentricitate de 0,08 și o înclinație de 5,4° în raport cu ecliptica.